# Jose Ariston Caslib
Jose Ariston Caslib (ur. 22 lutego 1968) – filipiński piłkarz i trener piłkarski.

## Kariera piłkarska

### Kariera klubowa
Występował w klubach Claret School i San Beda College.

## Kariera trenerska
Po zakończeniu kariery piłkarskiej rozpoczął karierę szkoleniową. Najpierw trenował kluby San Beda College i Red Booters, z którymi zdobył mistrzostwo NCAA dla 8 regularnych sezonów, a w październiku 2008 roku został mistrzem UNIGAMES.
Od 2004 do lutego 2007 prowadził narodową reprezentację Filipin. Od listopada 2008 do czerwca 2009 ponownie kierował reprezentację Filipin
Obecnie trenuje Mendiola United FC.